# Ahveniston Moottorirata
Ahveniston Moottorirata (auch bekannt als Ahvenisto Race Circuit) ist eine Motorsport-Rennstrecke in Hämeenlinna, im Süden von Finnland. Der Kurs wurde kurz nach der Rennstrecke in Keimola als zweite permanente Rennstrecke Finnlands eröffnet und ist heute die älteste Motorsportanlage des Landes.

## Streckenbeschreibung

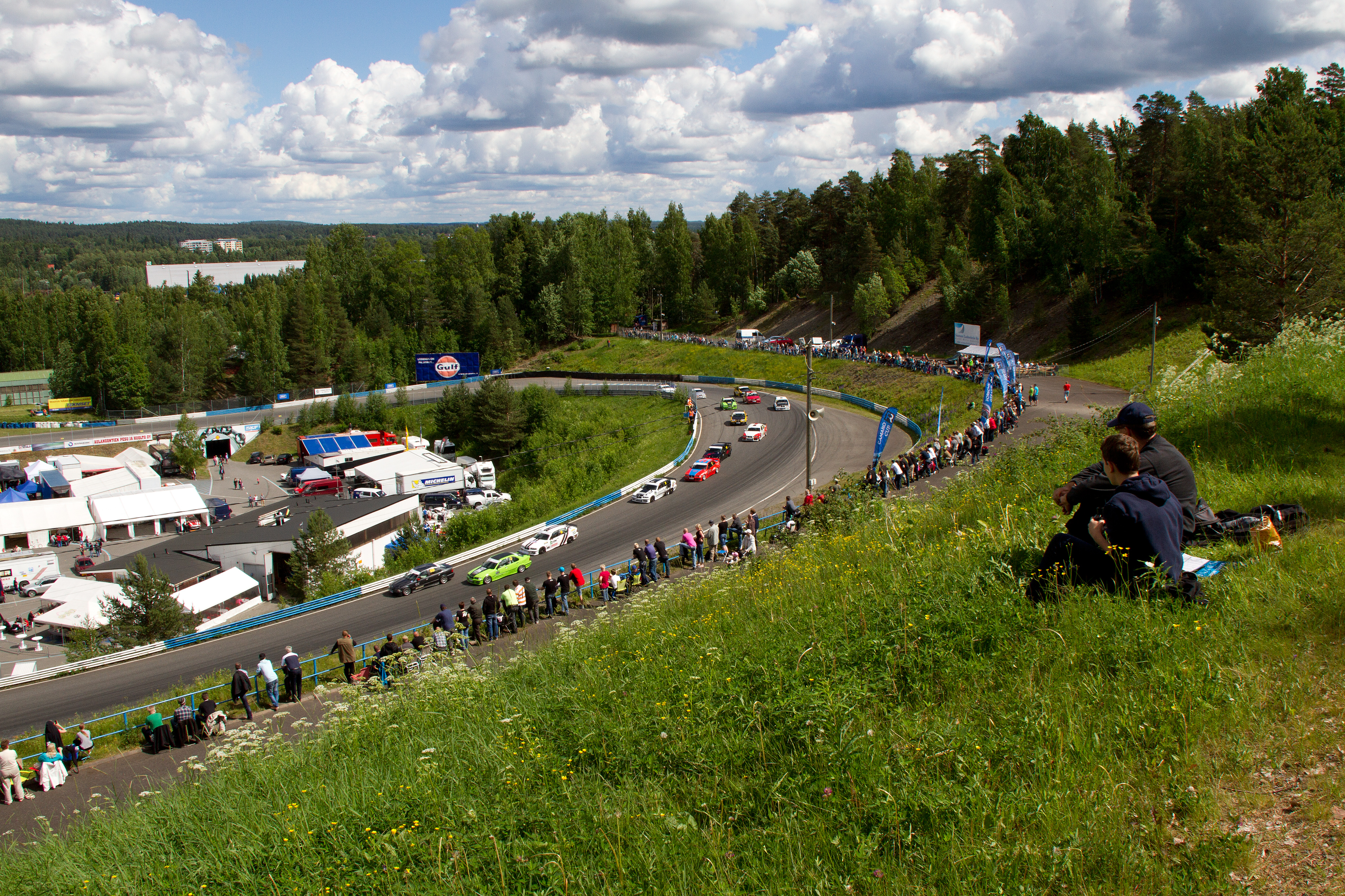
Kurve 1 des Ahvenisto Racing Circuits 2013

Die 2.840 Meter lange Rundstrecke, mit einem Höhenunterschied von 32 Metern wird im Uhrzeigersinn befahren. Das Streckenlayout mit 10 Kurven und einer rund 380 Meter langen Start- und Zielgerade hat eine Breite von 9 Meter bis 17 Meter.
Die Strecke ist eine von derzeit zwei existierenden Rundstrecken in Europa, die die Form einer „8“ haben.

## Veranstaltungen
Am 15. Juli 1967 fand die erste internationale Veranstaltung zum I. Hämeenlinnan ajot 1967 auf der Strecke statt. Das Formel-2-Rennen gewann Jochen Rindt in einem Brabham BT23 vor Jack Brabham Brabham BT23C und Jim Clark Lotus 48. Das Formel-3-Rennen gewann Freddy Kottulinsky.
Von 1973 bis 1975 wurden auch Läufe zur Motorrad-Rennserie Formel 750 dort ausgetragen. Am 30. Juli 1974 kam bei einem Trainingsunfall der Schweizer Rennfahrer Werner Giger auf einer 500-cm³-Yamaha ums Leben.
Derzeit finden auf der Strecke neben zahlreichen nationalen und internationalen Autorennen aller Klassen auch Rennen zur Motorradmeisterschaft statt, darunter die finnische Tourenwagen-Meisterschaft, FIA Rallycross Championship, Historic Race Finland und die Nordic F3 Masters. Der Rundenrekord mit 1:13.226 wurde von Marko Nevalainen in einem Formel-3-Wagen im Jahr 2000 gefahren.

## Trivia
Von 1987 bis 1992 war die Motorsportanlage auch Veranstaltungsort des Hard-Rock- und Heavy-Metal-Festival Giants of Rock.
Im Mai 1984 ereignete sich Finnlands bisher schwerster Hubschrauberunfall während eines Rennens. Der Pilot verlor die Kontrolle über seinen Hubschrauber und stürzte bei der Landung in den Zuschauerraum, dabei gab es unter den Zuschauern fünf Tote und 26 zum Teil Schwerverletzte.